# Bárbara Vitorelli
Bárbara Juliana de Melo Vitorelli (Buenos Aires, 2 de Dezembro de 1992) é uma letróloga, modelo e miss que obteve destaque no ano de 2017 ao obter o título internacional de Miss Global, derrotando outras cinquenta e nove (59) representantes em Phnom Penh, no Camboja no dia 17 de novembro daquele mesmo ano.

## História
Apesar de nascida na Argentina, Barbara se mudou para Astorga, no Paraná, com seus pais aos 5 anos de idade. Ela é formada em Letras.

## Concursos

### Beleza Casting Misses
Sem nome e imagem definido, o concurso Beleza Casting Misses 2017 foi realizado no dia 21 de julho de 2017 com a participação de dezenove (19) candidatas em Diadema, São Paulo. Com o intuito de selecionar representantes brasileiras em certames internacionais de menor expressão, teve como campeã a representante do Paraná, Barbara Vitorelli, de 24 anos. Vale salientar que Barbara ficou na 7ª posição com 140 pontos nas etapas preliminares e na final, levou 8 menções de oito jurados.

### Miss Global
De pouca expressão internacional devido à sua pouca divulgação e recente criação, o Miss Global tem como lema o empoderamento feminino, aliando causas sociais e ambientais como eixo orientador das ações da miss que representa a organização. Em sua 5ª edição, realizada em Phnom Penh, no Camboja no dia 17 de novembro, o certame teve como vitoriosa a brasileira Barbara Vitorelli. Em sua 3ª participação, o Brasil levou a melhor sob cinquenta e nove (59) candidatas de diversos outros Países. Barbara servirá durante um ano como embaixadora do certame, propagando sua imagem por todos Países que passar.

## Resumo de Competições
| Concurso                                | Representação | Ano  |
| Miss Astorga (Indicada)                 | —             | 2014 |
| Miss Paraná (Top 10)                    | Astorga       | 2014 |
| Miss Terra Paraná (Vencedora)           | Astorga       | 2014 |
| Miss Paraná Intercontinental (Indicada) | Astorga       | 2016 |
| Beleza Casting Misses (Vencedora)       | Paraná        | 2017 |
| Miss Global (Vencedora)                 | Brasil        | 2017 |